# Obaichthyidae
De Obaichthyidae zijn een familie van uitgestorven ginglymodische straalvinnige beenvissen die leefden tijdens het Krijt (Aptien-Cenomanien) in wat nu Afrika en Zuid-Amerika is. 
Het werd in 2010 benoemd door Lance Grande om de geslachten Dentilepisosteus en Obaichthys in op te nemen. In 2012 werd het gedefinieerd als een op stam gebaseerd taxon dat alle taxa bevat die nauwer verwant zijn aan Obaichthys dan aan de geslachten Lepisosteus, Pliodetes of Lepidotes. Obaichthyiden waren naaste verwanten van de moderne beensnoeken van de familie Lepisosteidae, waarbij de twee groepen de superfamilie Lepisosteoidea vormen.